# Glarus Süd
Glarus Süd je obec ve švýcarském kantonu Glarus. Tvoří celou jižní část kantonu, na což odkazuje i její název. Žije zde přibližně 9 500 obyvatel.
Obec vznikla v rámci komunální reformy kantonu Glarus k 1. lednu 2011 sloučením bývalých obcí Betschwanden, Braunwald, Elm, Engi, Haslen, Linthal, Luchsingen, Matt, Mitlödi, Rüti GL, Schwanden GL, Schwändi a Sool. Rozlohou je po Scuolu druhou největší obcí ve Švýcarsku.

## Geografie

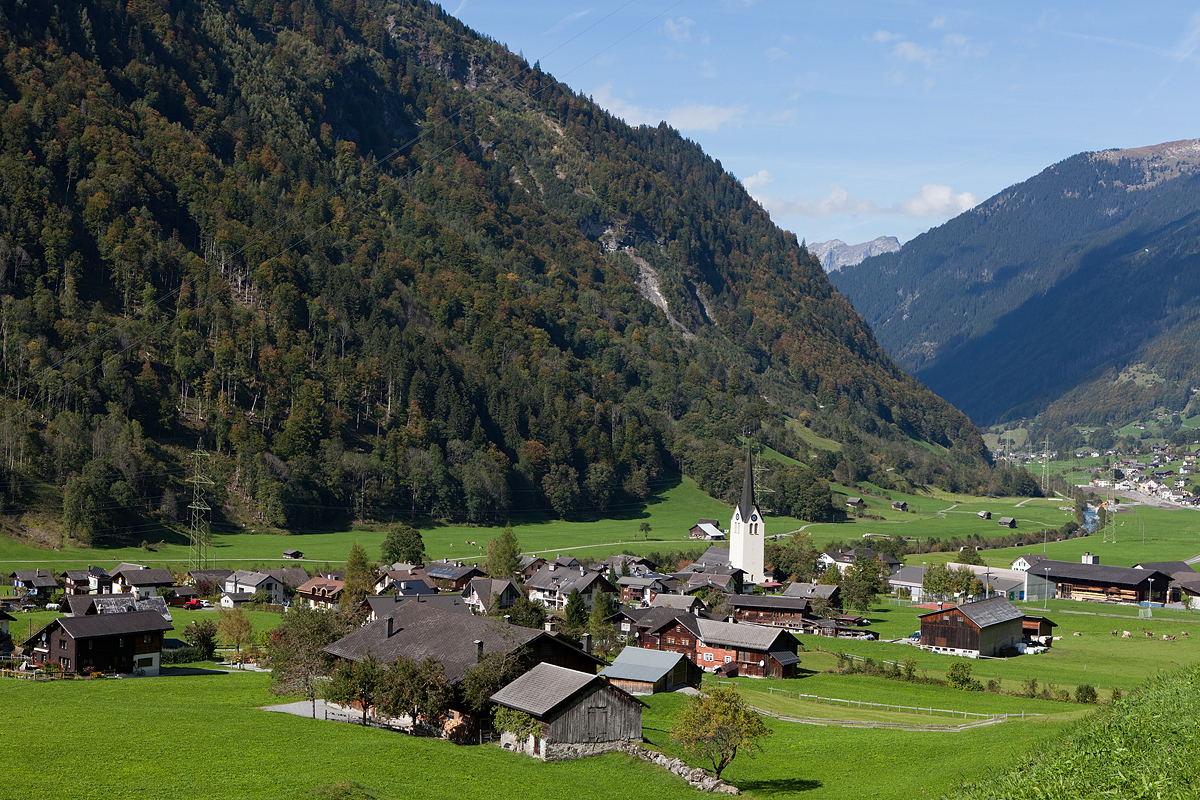
Matt

Glarus Süd zahrnuje horní část údolí Linthtal, nazývanou místně také Grosstal, a celou oblast Sernftal, nazývanou místně Kleintal. S rozlohou 430 km² byla od začátku roku 2011 do konce roku 2014 největší politickou obcí ve Švýcarsku; od ledna 2015 je druhou největší po Scuolu (439 km²). Obec se rozkládá od nadmořské výšky 504 m n. m. v Mitlödi na severu až po vrchol Tödi v nadmořské výšce 3614 m n. m. na jihu.

## Doprava
Do obce vede silnice přes Klausenpass z Glarusu do Altdorfu v sousedním kantonu Uri. Pokud je Klausenský průsmyk v zimních měsících uzavřen, lze se do údolí dostat pouze od severu přes Glarus. Spojení veřejnou dopravou zajišťuje železniční trať, vedoucí do Linthalu.

## Zajímavost
Dle statistik je na území obce chováno více než 1 200 koz, nejvíce ze všech obcí ve Švýcarsku.

## Osobnosti
- Jürgen Moser (1928–1999), německý matematik, pohřben poblíž Braunwaldu
- Vreni Schneiderová (* 1964), švýcarská sjezdová lyžařka, pochází z obce Elm